# KZ (motorfiets)
KZ is een historisch merk van motorfietsen.
De bedrijfsnaam was KZ Fahrzeugwerk, Fürth-Burgfarrnbach.
Dit was een kleine Duitse fabriek die in 1924 en 1925 motorfietsen van 198 en 348 cc bouwde met Alba-zijklep- en Kühne-kopklepmotoren.